# Wirtschaftliche Aufbau-Vereinigung
Wirtschaftliche Aufbau-Vereinigung (WAV) var ett tyskt högerpopulistiskt parti som existerande 1945-1953. Det satt både i Bayerns lantdag och i den tyska förbundsdagen. Partiet grundade sig på populism och framgångarna grundades på stöd från olika tyska flyktingförbund. Partiet splittrades på grund av personliga konflikter.